# Standhahnmutterschlüssel

Standhahnmutterschlüssel mit fest angebrachter Klaue und Gleitgriff

Ein Standhahnmutterschlüssel ist ein Werkzeug, mit dem Schraubenmuttern und Sechskantschrauben an schwer zugänglichen Stellen wie bei Einhebelmischbatterien und Standhähnen mit zentraler Verschraubung angezogen und gelöst werden können. 

## Aufbau
Im Wesentlichen besteht der Standhahnmutterschlüssel aus einem Rohr, an dessen oberem Ende eine schwenkbare Klaue für Rechts- bzw. Linksgang zu finden ist. Einige Hersteller bieten Standhahnmutterschlüssel mit Teleskoprohr an. Die Klaue wird entweder unmittelbar oder mittels Sechskantantrieb steckbar mit dem Rohr verbunden. Am unteren Ende des Rohres ist ein T-förmiger Gleitgriff, ein Knebel, ein Gelenkgriff oder ein anderer Griff angebracht, um das Drehen des Werkzeuges zum Anziehen oder Lösen der Mutter bzw. Schraube zu erleichtern. 
Die Klaue ist verzahnt oder mit einer Kerbe versehen um z. B. an einem Sechskant Halt zu finden. Sie ist selbstsperrend und wird häufig durch eine Feder zugedrückt, um das Ansetzen zu erleichtern. Ähnlich wie eine Rohrzange ermöglicht die Klaue das Anziehen und Lösen von Muttern bzw. Schrauben unterschiedlicher Schlüsselweiten mit einem Werkzeug.

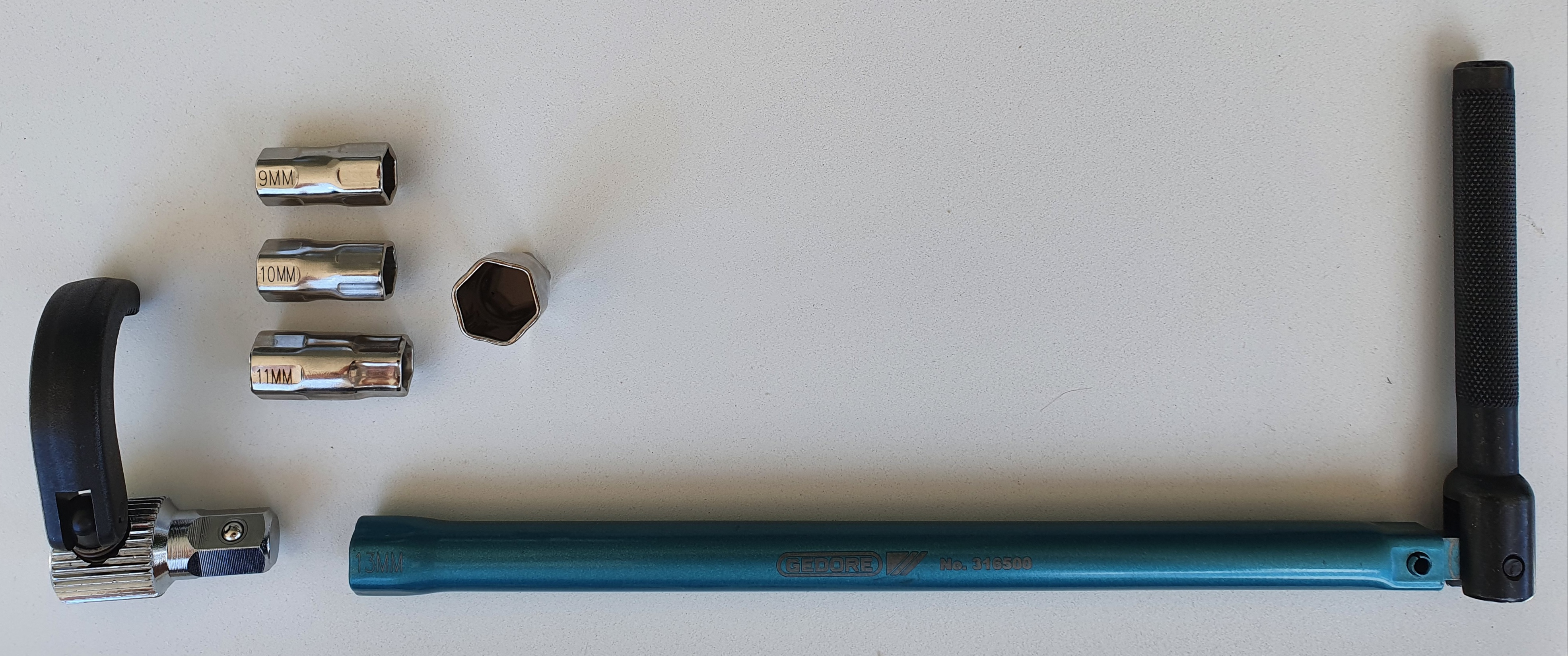
Standhahnmutterschlüssel mit Sechskantantrieb (13 mm), Klaue, vier Steckschlüsseleinsätzen (9 bis 11 mm, 14 mm) und Gelenkgriff

Varianten der Standhahnmutterschlüssel werden zusätzlich zur Klaue mit Steckschlüsseleinsätzen unterschiedlicher Schlüsselweiten angeboten. Die Steckschlüsseleinsätze sind durchgängig hohl. So können lange Gewindestangen durch den Steckschlüsseleinsatz in das Rohr des Standhahnmutterschlüssels eingeführt werden, um auch Muttern auf Gewindestangen anziehen und lösen zu können, die mit dem massiven Steckschlüssel einer Knarre ("Nuss") nicht erreichbar wären.

## Verwendung
Das Werkzeug kommt typischerweise an Waschtischen und Spülbecken zum Einsatz, wenn die Mutter bzw. Schraube, mit der der Standhahn montiert oder demontiert werden soll, mit üblichen Schraubenschlüsseln oder Steckschlüsseln nicht oder nur schwer erreicht werden kann.